# Hypopygus lepturus
Hypopygus lepturus is een vissensoort uit de familie van de Amerikaanse mesalen (Hypopomidae). De wetenschappelijke naam van de soort is voor het eerst geldig gepubliceerd in 1962 door Hoedeman.